# America Expert LLC
A America Expert Business Consulting é uma consultoria americana de comércio exterior, com sede em Miami Florida. A companhia presta serviços de assessoria, contabilidade e administração para empresas investirem ou abrirem empresas nos Estados Unidos e Europa.

## História
Simone era produtora musical em 2001 quando visitou Miami pela primeira vez para acompanhar a turnê da banda Cidade Negra. Ela gostou tanto de Miami, que decidiu se mudar para a cidade, antes da turnê da banda acabar. Simone é formada em administração de empresas, e então começou a trabalhar em uma consultoria que precisava de profissionais que falassem português. Em 2002, Simone fundou a America Expert em Miami, para assessorar pequenas e médias empresas brasileiras na legislação local, registro de marcas e abertura de empresas nos Estados Unidos e Europa. Em 2003, a empresa abriu uma filial em São Paulo. No mesmo ano, tornou-se parceira da Associação Brasileira de Comércio Exterior, entidade que oferece informações sobre o comércio exterior e orientações sobre temas específicos aos associados.
Em 2015, a empresa fechou uma parceria com a ABF - Associação Brasileira de Franchising. 